# باشگاه فوتبال دارمشتات .۱
باشگاه فوتبال دارمشتات .۱ (انگلیسی: 1. FCA Darmstadt)
یک تیم فوتبال آلمانی می‌باشد. این تیم فوتبال بزرگترین تیم در هسن لیگا، از ۱۹۶۷ تا ۱۹۸۱ و دوباره از ۲۰۱۰ تا ۲۰۱۳ میلادی می‌باشد.

## تاریخچه
این تیم فوتبالی کار خود را در ۱۰ سپتامبر ۱۹۵۴ میلادی آغاز کرد.